# مقاطعة إليوت (كنتاكي)
مقاطعة إليوت (بالإنجليزية: Elliott County)‏ هي إحدى المقاطعات في ولاية كنتاكي في الولايات المتحدة الأمريكية.

## أعلام
- تشاك بارسونز